# روبرتو چری
روبرتو چری (۱۶ فوریه ۱۸۹۶ در مونته‌ویدئو، اروگوئه – ۳۰ مه ۱۹۱۹ در ریودوژانیرو، برزیل) دروازه‌بان تیم ملی فوتبال اروگوئه بود که در ایام ورزش آماتور در Primera División اروگوئه (۱۹۰۰–۱۹۱۹) بازی می‌کرد.
چری در بازی اروگوئه مقابل شیلی در جام ملت‌های آمریکای جنوبی ۱۹۱۹ پس از اقدام اشتباه برای متوقف کردن حمله، از ناحیه شکم دچار مصدومیت شدید شد. روز بعد از فینال مسابقات، بر اثر فتق مختنق یا اختناقی (انگلیسی: strangulated hernia) در بیمارستان ریودوژانیرو درگذشت. به دلیل مجاز نبودن تعویض در آن زمان، چری مجبور شد علی‌رغم شدت مصدومیت بقیه بازی‌ها را انجام دهد.
تیم‌های برزیل و اروگوئه برای ۱۹ ژوئن ۱۹۱۹ یک مسابقه دوستانه (کوپا ریو برانکو) برنامه‌ریزی کرده بودند. با توجه به اینکه اروگوئه از شرکت در این مسابقه به دلیل مرگ غم‌انگیز چری خودداری کرد، آرژانتین پیشنهاد داد که جایگزین تیم اروگوئه شود. پس از پذیرش فدراسیون برزیل، در نهایت مسابقه (که اکنون به نام «کوپا روبرتو چری» برای احترام به این دروازه‌بان شناخته می‌شود) انجام شد. آرژانتین با پوشیدن پیراهن آبی روشن سنتی اروگوئه و برزیل با پیراهن تیم پنارول که چری در آن بازی می‌کرد، وارد زمین شدند.